# Demokratischer Zentralismus
Als Demokratischer Zentralismus (russisch Демократический централизм) wird das Organisations- und Führungsprinzip bezeichnet, welches von Lenin für die Kommunistischen Parteien entwickelt wurde und dadurch die Grundlage der Herrschaftssysteme der realsozialistischen Staaten wurde. Hauptpunkt des Demokratischen Zentralismus ist der hierarchisch-zentralistische Aufbau von Staat und Partei.
Durch die starke Disziplinierung nachgeordneter Stellen, die an Entscheidungen höherer Instanzen streng gebunden waren, entwickelte sich der Demokratische Zentralismus zu einem autokratischen System.

## Demokratischer Zentralismus bei Lenin
Das Prinzip des „Demokratischen Zentralismus“ wurde von Lenin in seinem Buch „Was tun?“ (1901/1902) entwickelt, in dem er sich an der SPD in Deutschland orientierte. Lenin forderte in diesem Buch
1. einerseits eine Zentralisierung des Parteiapparats, das heißt, jede niedrigere Instanz der Partei sollte der höheren untergeordnet sein (die höhere Instanz ist gegenüber der niedrigeren weisungsberechtigt),
2. andererseits die Rechenschaftspflicht aller Leitungen gegenüber ihren Wählern und die Absetzbarkeit von Leitungen durch ihre Wähler,
3. eine strenge Parteidisziplin, also auf allen Ebenen die Unterordnung der Minderheit unter die Mehrheit.

Der leninistische Parteiaufbau wurde in der Schrift „Ein Schritt vorwärts, zwei Schritte zurück“ (1904) weiter präzisiert. Darin schreibt Lenin, der Aufbau der Partei sei in gewisser Weise bürokratisch, da sie faktisch von oben nach unten aufgebaut sei.
Als demokratisch wird diese Art von Zentralismus deshalb bezeichnet, weil die höheren Gremien einer Partei von unteren Gremien gewählt werden und diesen rechenschaftspflichtig sind und somit eine breite Entscheidung der gesamten Parteimitgliedschaft repräsentieren, während niedrige Gremien nur einen Teil der Mitglieder repräsentieren. Durch die jederzeitige Wähl- und Abwählbarkeit soll Machtmissbrauch vorgebeugt werden.
Diese Kontrolle wurde jedoch durch andere Prinzipien beeinträchtigt: zwar räumte Lenin dem Einzelnen die Freiheit ein, Kritik zu üben, doch waren Fraktionsbildungen ab 1921 verboten, was der amtierenden Parteiführung in Diskussionen einen Vorteil gegenüber jedweder Opposition verschaffte und schließlich zur Auswahl der zu wählenden Kandidaten durch die Parteiführung führte.
Die Idee des Demokratischen Zentralismus trug auf dem II. Kongress der Sozialdemokratischen Arbeiterpartei Russlands (SDAPR) am 30. Juli 1903 in London maßgeblich zur Spaltung in Bolschewiki (deutsch: Mehrheitler), die Befürworter, und Menschewiki (deutsch: Minderheitler), die Gegner der leninschen Doktrin, bei. Im Lauf der Zeit verschaffte diese Doktrin der Kompromisslosigkeit und Radikalität den Bolschewiki einen enormen Zulauf. Besonders Rosa Luxemburg und später auch Leo Trotzki kritisierten den Missbrauch des Begriffes des Demokratischen Zentralismus.
In Deutschland führte 1919 unter anderem die Diskussion über den Demokratischen Zentralismus zur Spaltung der KPD und zur Gründung der KAPD sowie zur Entwicklung des Rätekommunismus.
Unter Lenins Teilnahme wurde auf dem zweiten Kongress der Kommunistischen Internationale 1920 der Demokratische Zentralismus als Organisationsprinzip angenommen und damit für alle Kommunistischen Parteien verbindlich.

## Demokratischer Zentralismus unter Stalin
Unter Josef Stalin kam es zu einer beträchtlichen Verschärfung der Konzeptionen Lenins, sowohl in politischer als auch in praktischer Hinsicht. Er veränderte den Demokratischen Zentralismus dahingehend, dass er „sechs Merkmale der Partei“ neu formulierte, die über drei Jahrzehnte im Zentrum der politischen Doktrin des Kommunismus standen. Nach dieser neuen Lehre ist die Partei:
1. der Vortrupp der Arbeiterklasse
2. organisierter Trupp der Arbeiterklasse
3. höchste Form der Klassenorganisation des Proletariats
4. Instrument der Diktatur des Proletariats
5. eine mit der Existenz von Fraktionen unvereinbare Einheit des Willens

und als 6. Punkt wird dann schließlich auch noch die Bekämpfung des Opportunismus durch rechtzeitige "Parteisäuberungen" festgelegt.
Des Weiteren mussten sich die Parteimitglieder den Beschlüssen der leitenden Organe widerspruchslos beugen und diese auch durchführen. Ein Abweichen von diesen Generallinien der Partei wurde als staatliches Verbrechen erklärt und auf das Schärfste verurteilt. Diese neue Konzeption wurde dann auch für alle anderen Kommunistischen Parteien als verbindlich erklärt.

## Demokratischer Zentralismus in der DDR
In der DDR verstand man unter demokratischem Zentralismus auch die Organisationsform der Massenorganisationen und des Staates in bewusstem agitatorischem Kontrast zum Führerprinzip und zur bürgerlichen Demokratie. Als Prinzipien wurden folgende Punkte beschrieben:
- Wählbarkeit der Leitungen von unten nach oben
- Auswahl der wählbaren Kandidaten durch die Leitung von oben nach unten
- Rechenschaftspflicht und Absetzbarkeit aller Leitungsorgane
- ständige Kontrolle dieser Leitungsorgane durch die Wähler
- Weisungsbefugnis übergeordneter gegenüber nachgeordneten Organen
- Mitwirkung aller bei der Lösung aller grundlegenden Aufgaben (Sozialistische Demokratie)[2]

In der Praxis war die Weisungsbefugnis der jeweils oberen Instanz das entscheidende Element. Die von oben nach unten vorgegebenen Entscheidungen über Inhalte und Personen waren verbindlich. Die Wählbarkeit der Leitungen stand lediglich auf dem Papier. „Gewählt“ wurden in offenen Abstimmungen die von oben vorgegebenen Kandidaten. Verwirklicht war nicht das demokratische, sondern lediglich das zentralistische Element.
Als Ebenen wurden dabei die Grundorganisation (unterste Ebene entweder Betriebe, Schulen oder abgegrenzte Territorien), Kreis, Bezirk und Zentrale verstanden. Gewählte Leitungen wurden durch hauptamtliche Mitarbeiter wie beispielsweise Instrukteure ergänzt. Zudem lancierte die Nomenklatura gezielt Führungspersonen, wodurch die demokratischen Formen bis zur Bedeutungslosigkeit ausgehöhlt wurden. Eine Änderung ergab sich erst ab 1989 im Rahmen der friedlichen Revolution.
Das Prinzip des Demokratischen Zentralismus war für die SED im Parteistatut geregelt:

„Der Organisationsaufbau der Partei beruht auf dem Prinzip des Demokratischen Zentralismus. Dieser Grundsatz besagt: a) dass alle Parteiorgane von unten bis oben demokratisch gewählt werden … c) daß alle Beschlüsse der höheren Parteiorgane für die nachgeordneten Organe verbindlich sind, straffe Parteidisziplin zu üben ist und die Minderheit sowie der Einzelne sich den Beschlüssen der Mehrheit diszipliniert unterordnet.“

Entsprechend war ein Verstoß gegen die von oben vorgelegten Vorgaben ein Grund für Parteiordnungsverfahren.

„Wer gegen die Einheit und Reinheit der Partei verstößt, ihre Beschlüsse nicht erfüllt, die Partei- und Staatsdisziplin verletzt ist … zur Verantwortung zu ziehen.“

In der DDR wie den anderen sozialistischen Staaten war die Erzwingung der Einhaltung der Parteidisziplin über das Prinzip des Demokratischen Zentralismus ein konstitutives Element der Parteidiktatur.

## Demokratischer Zentralismus in China
Die Kommunistische Partei Chinas (KPCh; 88 Mio. Mitglieder) beherrscht das politische Leben. Sie ist nach dem Prinzip des demokratischen Zentralismus organisiert in Parteitag, Zentralkomitee und Politbüro, dessen siebenköpfiger ständiger Ausschuss die Leitlinien der Politik vorgibt. Daneben existieren unbedeutende nicht kommunistische Parteien, die sich in der Nationalen Front völlig der KPCh unterordnen.